# Xã Sharon, Quận Johnson, Iowa
Xã Sharon (tiếng Anh: Sharon Township) là một xã thuộc quận Johnson, tiểu bang Iowa, Hoa Kỳ. Năm 2010, dân số của xã này là 1.291 người.